# George P. Cantilli
George P. Cantilli (n. octombrie 1838, Ploiești – d. 15 noiembrie 1908, Ploiești) a fost un politician și ministru român.